# Cantó de La Grassa

Cantó de La Grassa

El cantó de La Grassa és una divisió administrativa de la sotsprefectura o districte (arrondissement) de Carcassona, departament de l'Aude, a la regió d'Occitània, França. Compta amb 18 municipis i el cap cantonal és La Grassa. el nom del qual deriva de la ciutat capçalera, en francès Lagrasse.

## Municipis
- Arquetas
- Caunetas en Val
- Fajac en Val
- La Bastida en Val
- La Grassa
- Maironas
- Montlaur
- Pradèlas en Val
- Ribauta
- Rius en Val
- Sant Martin dels Poses
- Sant Pèire dels Camps
- Serviès
- Talairan
- Taurisa
- Tornissan
- Le Vilar en Val
- Vilatritols